# 教育心理学
教育心理学（きょういくしんりがく、英語：educational psychology）は、教育的な視点から心理学を応用しようとする学問である。

## 概要
教育心理学においては、主に乳児期から青年期にかけての人間の精神および知能の発達や人格形成などと教育の関係を取り上げる。また、教育過程の諸現象を心理学的に明らかにし、効果的な教育の方法を見つけ出そうとする。さらに、教育の場面に現れる問題を一般心理学の見地から解釈し、実際の教育に応用しようとする。
主なテーマとしては、成長・発達・学習・人格・適応・評価・学級・教師と児童の関係・教化の心理・特殊児童の心理などがある。発達心理学につながる部分も多い。
日本における教育心理学の研究の歴史は古く、学会として日本教育心理学会があり、学術雑誌『教育心理学研究』を発行している。
なお、教職課程において教育心理学は、「教育の基礎理論に関する科目」（特に「幼児、児童及び生徒の心身の発達及び学習の過程」の事項が内容に含まれている科目）で扱われることが多い。

## 認知
教育の過程で、人の心の中が変わっていくことは確かなことである。教育の中における心の変化の主要な部分は認知 (cognition) の発達である。認知とは、最も簡単に言えば、ことものについて知ることである。言い換えると認知とは外界からの情報を入力し、加工し、行動へと出力する情報処理の過程である。

## 研究者・学者
- ヨハン・フリードリヒ・ヘルバルト（1776年 - 1841年）
- アルフレッド・ビネー（1857年 - 1911年）
- ジョン・デューイ（1859年 - 1952年）
- エドワード・ソーンダイク（1874年 - 1949年）
- アンリ・ワロン（1879年 - 1962年）
- ジャン・ピアジェ（1896年 - 1980年）
- レフ・ヴィゴツキー（1896年 - 1934年）
- バラス・スキナー（1904年 - 1990年）
- ジェローム・ブルーナー（1915年 - 2016年）
- デイヴィッド・オーズベル（1918年 - 2008年）
- ロバート・ローゼンタール（英語版）
- ジーン・レイヴ（英語版）
- 田中寛一
- 城戸幡太郎
- 梅津八三
- 東洋
- 細谷純
- 波多野誼余夫
- 松田文子
- 茂木俊彦
- 無藤隆
- 市川伸一
- 安永悟
- 室橋春光